# Margarete Traube

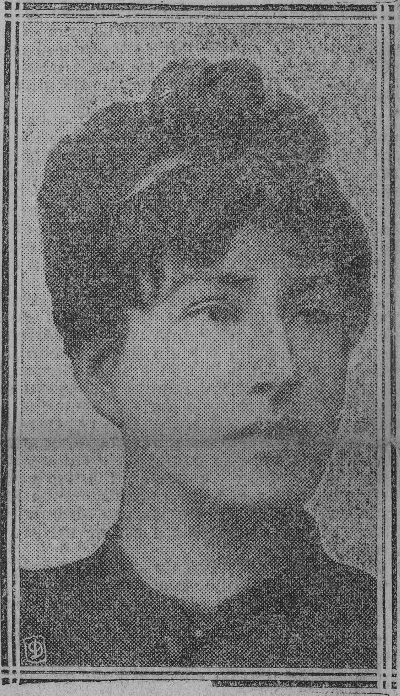
Margarete Traube

Margarete Traube (* 4. Juni 1856 in Berlin, Deutschland; † 11. Dezember 1912 in Anzio, Italien) war eine deutsche Chemikerin, Physiologin und Frauenrechtlerin.

## Leben
1877 unternahm Traube zusammen mit der Schriftstellerin und Frauenrechtlerin Fanny Lewald eine Italienreise.
In Rom begegnete sie dem deutschen Physiologen Franz Boll, der dort versuchte seine Tuberkulose auszukurieren.
Traube machte 1878 ihr Abitur in Berlin und schrieb sich dann als Studentin der Naturwissenschaften an der Universität La Sapienza in Rom ein.
Sie studierte Physiologie bei Jakob Moleschott.
1879 heiratete sie Franz Boll, der jedoch 10 Monate später seiner Tuberkulose erlag.
Franz Boll war in Rom ein hoch angesehener Mediziner.
Er war befreundet mit Emil du Bois-Reymond, Ruggero Bonghi und Pietro Blaserna.
Sein Einfluss half Traube an der Universität zu studieren und zu promovieren.
In Berlin war es zu dieser Zeit bis auf wenige Ausnahmen für Frauen unmöglich zu studieren.
Erst ab 1896 wurden in Preußen Frauen an den Universitäten als Gasthörerinnen zugelassen.
In Rom dagegen war das Frauenstudium bereits seit 1876 erlaubt.
Nach dem Tod ihres Mannes widmete sich Traube der Herausgabe seines wissenschaftlichen Nachlasses in Deutsch und Italienisch.
1883 promovierte sie bei Francesco Todaro.
Sie arbeitete mit Pietro Blaserna und mit Anton Dohrn zusammen.
Für ein Jahr wurde sie Assistentin bei Emil du Bois-Reymond an der Friedrich-Wilhelms-Universität zu Berlin.
Hier musste sie sich hinter einem Vorhang verstecken, um seinen Vorlesungen zuzuhören.
Nach ihrer Rückkehr nach Italien heiratete sie 1884 den Ingenieur und Hochschullehrer Guglielmo Mengarini.
Das Ehepaar hatte vier Kinder: Publio (1885–1949, Ökonom), Cora (verstorben 1886 im Alter von einem Jahr), Valeria (1889–1938), Fausta (1893–1952, Bildhauerin).
Es bewohnte in Rom den Palazzo Mengarini und in Anzio die Villa Mengarini.
Neben ihren Pflichten als Hausfrau und Mutter veröffentlichte Traube mehrere naturwissenschaftliche Artikel.
1911 erkrankte Traube an Krebs.
Sie unterzog sich einer zunächst erfolgreichen experimentellen Behandlung in einer Spezialklinik in Mailand.
1912 starb sie jedoch plötzlich an einer Grippe.

## Forschungsinteressen
Traube forschte auf dem Gebiet der Physiologie der Fische.
Sie untersuchte das Gehirn und die Schwimmblase der Fische.
Speziell interessierte sie sich für die Durchlässigkeit der Haut.
Später arbeitete sie zusammen mit Alberto Scala am Hygieneinstitut der Universität Rom.
Sie untersuchte den Membrantransport, die Durchlässigkeit von Zellmembranen speziell für verschiedene Ionen, die Wirkung von isotonischen Salzlösungen auf Protozoen und Zellen von Algen.
Ihre Herangehensweise bestand aus einer Kombination von chemischen und physikalischen Methoden mit biologischen Techniken.
Traube arbeitete im Rahmen ihrer Forschungsprojekte in verschiedenen Laboren zusammen mit Emil Du Bois-Reymond, Stefano Capranica (1850–1893), Pietro Blaserna, Casimiro Manassei (1824–1893), Luigi Luciani (1849–1919), Angelo Celli und Emanuele Paternò.
Ihre Arbeiten wurde von verschiedenen bekannten Wissenschaftlern gewürdigt, darunter Francesco Brioschi und Giovanni Battista Grassi.

## Engagement
Traube engagierte sich für gleichberechtigte Ausbildungsmöglichkeiten und Berufschancen für Frauen.
Sie war Mitglied der Alleanza pro suffragio und der Associazione per le Donne und hielt Vorträge zum Thema Gleichberechtigung der Frau.
Sie setzte sich für die Reform des Codice civile zugunsten der Frau ein, insbesondere für die Vaterschaftssuche und den Schutz schwangerer Frauen.
1906 gehörte sie zu den Unterzeichnern der Petition an das Parlament für das Frauenwahlrecht.
Bei ihrem Kampf um die Gleichberechtigung der Frau arbeitete sie zusammen mit Fanny Lewald, Sibilla Aleramo, Teresita Sandeschi Scelba (1884–1975), Elena Lucifero (1871–1953) und Teresa Labriola (1873–1941).
In ihrem Wohnhaus, dem Palazzo Mengarini, hielt Traube ihren Salon, in dem viele berühmte Wissenschaftler verkehrten, darunter: der Historiker Theodor Mommsen, der Klassische Archäologe Emanuel Loewy, der Physiker und Mathematiker Pietro Blaserna, der Klassische Archäologe Adolf Furtwängler und ihr Bruder, der Klassische Philologe Ludwig Traube.

## Die Wissenschaftler-Familie Traube
Traube wuchs in einer jüdischen Familie auf.
Ihre Mutter war Cora Marckwald (1830–1876), Tochter des Wollhändlers Wolff Naumann Markwald.
Ihr Vater war der Mediziner Ludwig Traube, ältester Sohn des jüdischen Weinhändlers Wilhelm Traube (1788–1864) und der Eveline Heymann (1794–1858).
Ein Bruder von Traubes Vater war der Chemiker Moritz Traube.
Dessen Söhne waren der Mineraloge Hermann Traube und der Chemiker Wilhelm Traube, der 1942 wegen seiner jüdischen Abstammung von den deutschen Nationalsozialisten im Polizeigefängnis Berlin ermordet wurde.
Eine Schwester von Traubes Vater, Sophie, war mit dem Kaufmann David Eduard Fraenkel verheiratet.
Deren Sohn war der Mediziner Albert Fraenkel.
Fraenkels Sohn war der Linguist Ernst Fraenkel.
Eine weitere Schwester von Traubes Vater, Fanny, war mit dem Mediziner Moritz Litten verheiratet.
Traubes Bruder war der Philologe Ludwig Traube.
Traubes Schwester, Catharina, heiratete den Mediziner Oscar Fraentzel.
Die Tochter dieses Ehepaares, die Krankenschwester Anna Celli-Fraentzel (1878–1958), war mit dem Arzt Angelo Celli verheiratet.
Sie baute in Italien eine Krankenpflegestationen speziell für Malariakranke auf.

## Veröffentlichungen (Auswahl)
- Experimentelle Beiträge zur Physiologie des Fischgehirns, in "Archiv für Anatomie und Physiologie", 1884
- Research on the gases contained in the swim bladder of fish, in " Accademia dei Lincei", 1888
- The education of our children, in "New Anthology", 1898
- On the conjugation of amoebas, in "Rendiconti della R. Accademia dei Lincei", 1903
- Ludwig Traube, in "Nomina Sacra", 1907 Print
- Ueber die chemische Durchlässigkeit lebender Algen- und Protozoenzellen für anorganische Salze und die spezifische Wirkung letzterer zusammen mit Alberto Scala, in " Biochemische Zeitschrift," 1909.
- Solution of metals in the colloidal state obtained by the action of boiling distilled water zusammen mit Alberto Scala, in "Proceedings of the Italian Society for the Progress of Sciences," 1910.